# Cepora iudith
Cepora iudith is een vlindersoort uit de familie van de Pieridae (witjes), onderfamilie Pierinae.
Cepora iudith werd in 1787 beschreven door Fabricius.